# Tag (2018)
Tag is een Amerikaanse komische film uit 2018, geregisseerd door Jeff Tomsic. De film is gebaseerd op een waargebeurd verhaal, gepubliceerd door The Wall Street Journal.

## Verhaal
Hogan "Hoagie" Malloy, Bob Callahan, Randy "Chilli" Cilliano, Kevin Sable en Jerry Pierce spelen al sinds ze negen jaar oud zijn tikkertje in de maand mei. Degene die "hem" is als de maand mei voorbij is, verliest dat jaar en "is hem" opnieuw aan het begin van het volgende jaar. Het spelletje is al dertig jaar bezig en Jerry is "hem" nog nooit geweest. Aangezien Jerry dit jaar trouwt en van plan is volgend jaar te stoppen, werkt de hele groep samen om hem dit jaar te tikken.

## Rolverdeling
- Ed Helms als Hogan "Hoagie" Malloy
- Jeremy Renner als Jerry Pierce
- Jon Hamm als Bob Callahan
- Jake Johnson als Randy "Chilli" Cilliano
- Hannibal Buress als Kevin Sable
- Annabelle Wallis als Rebecca Crosby
- Isla Fisher als Anna Malloy, Hogan's vrouw
- Rashida Jones als Cheryl Deakins
- Leslie Bibb als Susan Rollins, Jerry's verloofde
- Steve Berg as Louis
- Nora Dunn as Linda, Hogan's moeder
- Brian Dennehy als Mr. Cilliano, Randy’s vader
- Thomas Middleditch als Dave
- Lil Rel Howery als Reggie
- Carrie Brownstein als therapeut[1]